# Ithomia lichyi
Ithomia lichyi is een vlinder uit de familie Nymphalidae. De wetenschappelijke naam van de soort is voor het eerst geldig gepubliceerd in 1939 door Romualdo Ferreira d'Almeida.